# Europäische Interessenvertretung
Europäische Interessenvertretung bezeichnet die Möglichkeit sowie die Aufgabe von Interessenvertretern, den politischen Entscheidungsprozess in Europa zu beeinflussen. Ihnen stehen dabei unterschiedliche Instrumente zur Verfügung: Mittels Öffentlichkeitsarbeit und Public Affairs wird Einfluss auf die zuständigen Organe der EU ausgeübt. Mit dem Inkrafttreten des Vertrag von Lissabon eröffneten sich neue Mechanismen für Interessenvertreter. Insbesondere Artikel 11 EUV zur Bürgerbeteiligung verankert erstmals die Zusammenarbeit zwischen den Organen und der Zivilgesellschaft im Primärrecht. Das Ziel ist es, einen regelmäßigen, offenen und transparenten Dialog zu pflegen, um die Kohärenz und Transparenz der Europäischen Union zu gewährleisten. Die Einbindung von Interessenvertretern in den politischen Entscheidungsprozess geht über die Repräsentative Demokratie hinaus und ist Teil einer neuen europäischen „Partizipativen Demokratie“.

## Grundlagen

### Definition
Die Europäische Kommission hat in einer Mitteilung vom 21. März 2007 eine Definition von Interessenvertretung auf europäischer Ebene veröffentlicht (diese folgt dem Verständnis aus dem Grünbuch vom 3. Mai 2006): Zur Interessenvertretung gehören „alle Tätigkeiten, mit denen auf die Politikgestaltung und den Entscheidungsprozess der europäischen Organe und Einrichtungen Einfluss genommen werden soll“.
Die Interessenvertretung oder Lobbyismus ist entweder ein Teil der Arbeit in Institutionen oder Aufgabe von Organisationen, für die die Interessenvertretung ihre ‚Raison d’Être‘ ist. Die wichtigsten Akteure in der europäischen Interessenvertretung sind nationale, europäische oder internationale Verbände aus allen Bereichen des wirtschaftlichen und sozialen Lebens, Privatunternehmen, Anwaltskanzleien, Berater für öffentliche Angelegenheiten (Politikberatung) sowie Nichtregierungsorganisationen und Denkfabriken (Think-Tanks).
Zwei verschiedene Schemata von Europäische Interessenvertretung sind wahrnehmbar:
- Aktionen der Interessenvertreter neben den EU-Organen in Brüssel
- Aktionen auf nationaler Ebene mit Verbänden und Firmen über europäische Fragen

### Charakteristik der europäischen Ebene
Der europäische Entscheidungsprozess entwickelt sich immer mehr zu einem Ergebnis zwischen Gesetzgebung der europäischen Organe und informeller Handlungen von Interessenvertretern.
Die europäische Interessenvertretung hat andere Charakteristika als auf nationaler Ebene:
- Eine transnationale Interessenvertretung
- Eine direkte Wirkung von Interessenvertretung auf die Arbeit der EU-Organe
- Eine immer anerkannte ausgeübte Tätigkeit: die Einflussnahme auf die Politikgestaltung und den Entscheidungsprozess
- Verläuft im Rahmen der europäischen Transparenzinitiative
- Eine sehr frühzeitige Beteiligung von Interessengruppen: Zu jedem Gesetzgebungsverfahren führt die Kommission frühzeitig umfangreiche Konsultationen durch und lädt Verbände dazu ein, ihre Position darzustellen. Bevor überhaupt ein Richtlinienentwurf verfasst wird, gibt es meistens ein so genanntes Grünbuch oder Weißbuch, auf Basis dessen umfangreiche Beratungen stattfinden.[2]

## Rechtsgrundlagen: Artikel 11 des Vertrags über die Europäische Union
Nach dem Inkrafttreten des Vertrags von Lissabon hat die Interessenvertretung einen legalen Rahmen mit Art. 11 EU-Vertrag bekommen. Im Einzelnen regelt Artikel 11 die partizipative Demokratie in folgenden Elementen: einen horizontalen zivilgesellschaftlichen Dialog (Artikel 11 Abs. 1 EUV) und einen vertikalen zivilgesellschaftlichen Dialog (Artikel 11 Abs. 2 EUV), die bereits bestehenden Konsultationspraktiken der Kommission (Artikel 11 Abs. 3 EUV) sowie die neue Europäische Bürgerinitiative (Artikel 11 Abs. 4 EUV).

### Umsetzung des Art. 11 EUV bei den EU-Organen
Die Interessenvertretung ist eine Rechtsvorschrift, die die EU-Organe bindet. Die Europäische Kommission hat das Verfahren zur Implementierung von Art. 11 EU-Vertrag Abs. 4 (Europäische Bürgerinitiative) in einem Grünbuch veröffentlicht und im November 2009 eingeleitet. Es folgte ein Entwurf der Kommission für eine Verordnung zur konkreten Ausgestaltung, die am 15. Dezember 2010 vom Europäischen Parlament mit 628 Ja-Stimmen gegen 15 Nein-Stimmen und 24 Enthaltungen angenommen wurde. Die Zustimmung des Rats der Europäischen Union folgte am 14. Februar 2011. Die Europäische Bürgerinitiative gilt ab dem 1. April 2012.
Für die anderen Absätze des Artikels 11 steht eine Implementierung noch aus. Dies gilt vor allem für Art. 11 EU-Vertrag Abs. 2. Verschiedene europäische Institutionen haben im März 2010 die Europäische Kommission aufgefordert, einen strukturierten zivilen Dialog auf europäischer Ebene einzurichten. So haben die Gruppe „Verschiedene Interessen“ des Europäischen Wirtschafts- und Sozialausschusses und zahlreiche Organisationen und Netze der Zivilgesellschaft über rein formale Konsultationsverfahren hinausgehende Vorschläge für strukturierte Wege und offene Kanäle eingebracht, über die sich die Organisationen der Zivilgesellschaft Gehör verschaffen können. Noch weiter geht die Europäische Bewegung International, die im September 2010 Konsultationsprozesse zur Umsetzung von Art. 11 Abs. 2 forderte.

### Weitere Initiativen
Neben diesen Schritten und im Vorgriff auf die Vertragsbestimmung, gründete das Europäische Parlament die Agora als Instrument für einen vertikalen zivilen Dialog. Vorher hatte das Parlament einen Bericht über die Perspektiven für den Ausbau des zivilen Dialogs nach dem Vertrag von Lissabon geschrieben, das der erste Schritt in der Implementierung der Europäischen Bürgerinitiative war. Die partizipativen Prinzipien werden allerdings nicht von allen EU-Organen gleichermaßen umgesetzt.

## Entwicklungen und Strategien der Einflussnahme

### Europäische Transparenzinitiative
- Transparenz-Register

Im Rahmen der Europäischen Transparenzinitiative, die 2005 von EU-Kommissar Siim Kallas eingeführt wurde, eröffnet die Europäische Kommission am 23. Juni 2008 das Register der Interessenvertreter der Europäischen Union. Drei Jahre danach, wird am 23. Juni 2011 das gemeinsame Transparenz-Register des Europäischen Parlaments und der Europäischen Kommission eingeführt. Die Registrierung ist freiwillig, jedoch ist sie Voraussetzung für eine Akkreditierung und den Zugang zu den Gebäuden des Europäischen Parlaments. Das gemeinsame Transparenz-Register hat das Ziel eine höhere Transparenz im System der europäischen Interessenvertretung herzustellen, indem sie der Öffentlichkeit erlaubt einzusehen, welche Interessenvertreter versuchen Einfluss auf die europäische Politikgestaltung zu nehmen. Organisationen wie auch Einzelpersonen haben die Möglichkeit, sich im Transparenz-Register zu registrieren und sich in eine der sechs weitgefassten Kategorien einzutragen. Die Kategorien reichen von Beratungsfirmen und Anwaltskanzleien, über Gewerbe- und Berufsverbände bis hin zu Nichtregierungsorganisationen oder Organisationen, die lokale, regionale und kommunale Behörden oder andere öffentliche Einrichtungen, vertreten. Zudem müssen bei der Registrierung folgende Angaben gemacht werde, die dann im Transparenz-Register auf der Internetseite der Europäischen Union veröffentlicht werden: Anzugeben sind der Hauptsitz, die Ziele, Aufgaben und Interessen, Mitgliedschaft und Klientel und eine Veranschlagung der finanziellen Mittel, erhaltene EU-Mittel mit inbegriffen. Mit der Registrierung wird dem einheitlichen Verhaltenskodex für Lobbyisten zugestimmt.
- Transparenzoffensive 2014

Bereits bei seiner Antrittsrede 2014 stellte EU-Kommissionspräsident Jean-Claude Juncker in den politischen Richtlinien neue Leitlinien zum Thema Lobbyismus in Europa vor. Eine Umsetzung dieser Richtlinien fand am 25. November 2014 mit dem Beschluss der Europäischen Kommission statt, alle EU-Kommissare, deren Kabinettsmitarbeiter und die Generaldirektorien der einzelnen Abteilungen der Kommission müssten ab dem 1. Dezember öffentlich machen, mit welchen Interessenvertretern sie sich träfen. Dabei geht es um Treffen mit Interessengruppen und Einzelpersonen, die Themen der Politikgestaltung und -umsetzung betreffen. Zusammenkünfte mit Mitgliedern anderer EU-Organisationen und Parteimitgliedern sind in diesem Beschluss nicht mitinbegriffen. In dem Verzeichnis, das im Internet für jeden Bürger zugänglich ist, werden Datum, Ort, Namen der Interessengruppe und Anlass des Treffens dokumentiert. Nach dem Beschluss sprach sich der Kommissionsvizepräsident Frans Timmermanns dafür aus, diese Regelung auch für die Abgeordneten des Europäischen Parlaments und den Europäischen Rat zu übernehmen.

### Europaparlament
Am 31. Januar 2019 verabschiedete das EU-Parlament verbindliche Regeln zur Transparenz der Lobbyarbeit. In einer Änderung seiner Geschäftsordnung bestimmte das Parlament, dass MdEPs, die an der Ausarbeitung und Verhandlung von Gesetzen beteiligt sind, ihre Sitzungen mit Lobbyisten online veröffentlichen müssen.

### Doppelte Interessenvertretung: nationale und europäische Ebene
Die Verbindung zwischen lokaler und europäischer Ebene ist heute nicht nur durch staatliche Organen entwickelt: lokale und nationale Organisationen sichern die Verbindung bis zur Europäischen Ebene.

### Interessenvertretungsstrategien von Unternehmen
Großen Unternehmen und Konzernen stehen auf europäischer Ebene weitreichende Mittel und Strategien zur Verfügung, die sich oft nur diese aufgrund ihrer erheblichen finanziellen Ressourcen leisten können. Die sogenannte „Multi-Voice-Methode“ hat sich zu einer mittlerweile häufig angewendeten Strategie entwickelt, bei der Unternehmen nicht nur einen Weg der Interessenvertretung verfolgen, sondern mehrere „Kanäle“ nutzen. Diese folgenden Möglichkeiten stehen (großen) Unternehmen zur Wahl, um auf die EU-Organe in ihrem Sinne einzuwirken:
- mit eigenen In-House-Lobbyists
- mittels spezialisierter Rechtsanwaltskanzleien
- mittels Public Relations- und Public Affairs-Agenturen
- mittels Issue-Coalitions
- durch die Mitgliedschaft in regionalen/nationalen/europäischen Verbänden
- durch den Einbezug von Medien, die entsprechende Meinungen verbreiten sollen
- durch den Kontakt mit den europäischen Bürgern

Als In-House-Lobbyists werden unternehmenseigene Vertreter bezeichnet, die oft durch eine eigene Firmenrepräsentanz in Brüssel die Interessen des Unternehmens vertreten. Diese Vertreter haben den Vorteil, eine sehr hohe Bindung zu ihrem Unternehmen zu haben, weshalb sie sich auch mit deren Interessen gut identifizieren können und diese dann verstärkt durchsetzen wollen. Diese Art der Vertretung ist aufgrund der Kosten eines Büros bei der EU meist nur größeren und personalstarken Unternehmen vorbehalten. Zudem müssen die Kontakte zu den jeweiligen zu beeinflussenden EU-Organen geknüpft und v. a. gepflegt werden, was einen großen Arbeits- und Ressourcenaufwand für ein Unternehmen darstellt. Je mehr, je länger und je wichtiger die bestehenden Kontakte zu möglichst vielen Vertretern der EU-Entscheidungsorgane aber sind, desto erfolgreicher kann das Lobbying mittels In-House-Lobbyists sein. Diese müssen dann bezüglich der Europäischen Kommission v. a. in der Gesetzesinitiativ-Phase oder gar der Agenda-Settingphase ansetzen, um möglichst früh auf den Gesetzesentwurf Einfluss zu nehmen. Wenn das Europäische Parlament kontaktiert und beeinflusst werden soll, muss hingegen in der Decision-Making-Phase angesetzt werden, also bei der Beeinflussung der Abgeordneten, in einer bestimmten Art und Weise abzustimmen und ggf. andere Parlamentarier ebenfalls zu einem gewissen Abstimmungsverhalten zu bringen.
Durch spezialisierte Rechtsanwaltskanzleien und PR-/PA-Agenturen können sich Unternehmen externe Berater „hinzukaufen“, die ihre Kunden dann in der Rechtsberatung bzw. politischen Kommunikation unterstützen. Oft werden diese externen Dienstleister nur projektgebunden für einige Zeit beschäftigt, bis z. B. ein Gesetz verabschiedet wurde und die Zusammenarbeit beendet ist. External Consulting Firms werden von großen Unternehmen besonders zum Aufbau eines firmeneigenen Lobbystabs engagiert, von mittleren Unternehmen aber auch dauerhaft beschäftigt, um auf die EU-Organe Einfluss zu nehmen. Diese Strategie ist für die nicht ganz so ressourcenstarken Unternehmen von Vorteil, da sie so nicht selbst mühsam Kontakte und Informationsnetzwerke aufbauen müssen, sondern auf die Kontaktlisten dieser Dienstleister zurückgreifen können.
Innerhalb sogenannter Issue-Coalitions können sich Unternehmen mit anderen Unternehmen, NGOs und Verbänden zusammenschließen, wenn sie gemeinsame Standpunkte vertreten und durchsetzen wollen. Nach der Verwirklichung bzw. dem Scheitern des gemeinsamen Projektes gehen die Mitglieder der Koalition dann oft wieder getrennte Wege. Vorteile entstehen für große Unternehmen dadurch, dass sie anonym bleiben können, wenn sie das wollen und durch die Zusammenarbeit mit Verbänden und NGOs eine transparente Vorgehensweise und Kooperation gegenüber diesen demonstrieren können. Zudem werden große Interessenszusammenschlüsse aufgrund ihrer Repräsentanz v. a. von der Kommission als besonders beachtenswert empfunden.
Nach wie vor lassen sich große und kleine Unternehmen auch noch von regionalen, nationalen und europäischen Verbänden bei der EU vertreten. Auch wenn einige Politikwissenschaftler deren Bedeutungsverlust vorhergesagt haben, genießen sie immer noch eine wichtige Stellung im Interessengefüge der EU. Durch die teilweise sehr heterogenen Interessen, die Verbände heute bei der EU vertreten, nutzen große Unternehmen Verbände allerdings hauptsächlich als zusätzlichen Kanal. Diese Entwicklung hat sich seit der Einheitlichen Europäischen Akte Mitte der 80er Kahre verschärft, als sich große Unternehmen nicht mehr stark genug vertreten fühlten und so zunehmend auf eigenes Lobbying umschwenkten.
Zuletzt nutzen einige Unternehmen zunehmende die Weiterentwicklung der europäischen Medienlandschaft und Öffentlichkeit, um ihre Standpunkte durchzusetzen. Hierbei suchen Unternehmensvertreter den Kontakt mit den Medien und den europäischen Bürgern, um ihre Positionen darzulegen. Bei den Medien wird dann darauf gesetzt, dass die Einschätzung des Unternehmens zu einer speziellen EU-Politik medial verbreitet wird. Die europäischen Wähler sollen durch die Beeinflussung der Unternehmensinteressen wiederum Kontakte zu ihren Abgeordneten im Parlament aufnehmen und diese zum Einsatz für/gegen eine bestimmte Politik bringen. Diese Methoden sind aber rechtlich und moralisch sehr umstritten und schwierig nachzuweisen.

### Interessenvertretung von zivilgesellschaftlichen Akteuren
Auch zivilgesellschaftliche Akteure versuchen über Lobbying Einfluss auf den europäischen Gesetzgebungsprozess zu nehmen. Dabei ist ihr Ziel, die Interessen der europäischen Bürger zu vertreten und ein Gegengewicht zu den profitorientierten Unternehmenslobbyisten zu stellen. Jedoch ist eine Klassifizierung, welche Verbände und Organisationen der europäischen Zivilgesellschaft angehören schwierig. In der Stellungnahme des Wirtschafts- und Sozialausschusses zum Thema „Die Rolle und der Beitrag der organisierten europäischen Zivilgesellschaft zum europäischen Einigungswerk“ definiert die Europäische Union die organisierte Zivilgesellschaft als „Gesamtheit aller Organisationsstrukturen, deren Mitglieder über einen demokratischen Diskurs- und Verständigungsprozess dem allgemeinen Interesse dienen und welche auch als Mittler zwischen öffentlicher Gewalt und den Bürgern auftreten.“ Des Weiteren schreibt die Europäische Kommission der europäischen Zivilgesellschaft im Artikel 11(2) des Vertrags der EU auch ausdrücklich ein Mitgestaltungsrecht zu, doch im Vergleich zu den privatwirtschaftlichen Lobbyisten gibt es weitaus wenigere Organisationen, die die Belange der Zivilgesellschaft vertreten.
Auf europäischer Ebene zeichnet sich die Lobbyarbeit von gemeinnützigen Organisationen durch drei Merkmale aus:
1. Sie ist oftmals durch politische Institutionen initiiert, die nach potentiellen Partnern suchen, die in den Regierungsprozess eingebunden werden könnten.
2. Auch wenn sich viele der Anliegen der Vertreter der Zivilgesellschaft gegen geplante, oder bereits verabschiedete Gesetze richtet, arbeiten Lobbyisten auf europäischer Ebene weniger mit aufsehenerregenden Protesten, als sie es auf nationaler Ebene tun würden. Denn um Informationen von den EU-Institutionen zu bekommen, müssen die Organisationen kooperativer vorgehen.
3. Meist kann die organisierte europäische Zivilgesellschaft eher mit nationalen, oder globalen Themen mobilisieren, wohingegen europäische Belange oftmals von der Öffentlichkeit nicht in gleichem Maße aufgenommen werden.[24]

#### Die organisierte Zivilgesellschaft als Beitrag zur demokratischen Legitimation
Die Untersuchung von Einflussnahmen zivilgesellschaftlicher Akteure in der EU wird meist mit der Frage der Legitimation verknüpft. Denn anders als bei profitorientierten Lobbygruppen wird eine Einmischung der organisierten Zivilgesellschaft in den EU-Gesetzgebungsprozess oft als Legitimationsfaktor gewertet. Als Vertreter der gebündelten Interessen der europäischen Bürgerschaft, soll die Zivilgesellschaft für mehr direkte demokratische Legitimation der EU-Gesetzgebung sorgen. So schrieb es auch die Kommission in dem Weißbuch Europäisches Regieren fest: „Die Politik darf nicht mehr nur auf Gipfeltreffen beschlossen werden. Die Legitimität der EU ist heute eine Frage der Beteiligung der Bürger.“
Darüber, wie erfolgreich dieser Anspruch in der Praxis umgesetzt wird, ist sich die Forschung noch uneins. Strukturelle Nachteile gegenüber Lobbyisten aus der Wirtschaft, weniger Ressourcen und meist diffuserer Interessen scheinen eine dauerhafte Einflussnahme zu behindern. Vor dem Hintergrund demokratischer Legitimation wird auch hinterfragt, ob sich zivilgesellschaftliche Organisationen intern ausreichend demokratisch gestalten, um eine Einflussnahme überhaupt demokratisch legitimieren zu können. Jedoch gibt es auch einige Autoren, die einen steigenden Einfluss der europäischen Zivilgesellschaft auf europäische Gesetzgebung vermuten. Jedoch meist unter der Prämisse, dass es sich bei der Beteiligung von Zivilgesellschaft in der EU um ein Elitenprojekt handelt, bei dem es sich „um eine thematisch zentrierte Öffentlichkeit […] handelt, deren Debatten auf Entscheidungsverfahren der EU mehr oder weniger direkt bezogen sind.“
Eine eindeutige Antwort darauf, ob die europäische Zivilgesellschaft wirklich zu einer erhöhten Legitimation beiträgt gibt es bislang nicht. Solange das Konzept und die Definition von Zivilgesellschaft so unterschiedlich und unpräzise sind, wird dies auch kaum gelingen können.